# Алънтаун
Алънтаун (на английски: Allentown) е град в САЩ, щата Пенсилвания, административен център на окръг Лихай.
Има 121 283 жители (по приблизителна оценка от 2017 г.), което го нарежда на 3-то място по население в щата след Филаделфия и Питсбърг.

## География
Разположен е източно от река Лихай. Отстои на 97 km (60 мили) северно от Филаделфия и на 140 km (90 мили) западно от Ню Йорк.
Заедно с по-малките градове Бетлехем и Истън образува метрополис и регион, известен като Долината на Лихай.
Съвсем близо до града се намира увеселителният парк „Дорни Парк енд Уайлдуотър Кингдъм“.

## Други
Въздушният транспорт се осъществява чрез международното летище „Лихай Вели“ на 5 km от града.
В града функционират 2 колежа – един за бакалаври и друг за бакалаври и магистри.

## Личности
Родени в Алънтаун
- Кийт Джарет (р. 1945), музикант
- Аманда Сайфред (р. 1985), актриса
- Лий Якока (р. 1924), бизнесмен